# Мишачий мікроцебус
Мишачий мікроцебус (Microcebus murinus) вид ссавців родини макієвих (Cheirogaleidae). Цей вид, з двома підвидами, включений до роду мікроцебус (Microcebus) разом із ще одним видом — лемуром Кокьюрела. Вони є найдрібнішими звірками з Лемуровидних.
Тулуб мишачого мікроцебуса розміром близько 13 см, хвіст — 17 см. Вага тіла 40-60 г, вага самок трохи більша. Він настільки малий, що тільки мавпяча мордочка з величезними очима стирчить з рук людини, сповив його пальцями руки. Лемур Кокьюрела трохи крупніший — 25 см, хвіст 28 см.
Хутро у цих тварин густе та пухнасте, у лемура Міллера коричневе, у другого виду — сіре. На носі світла смужка, уздовж хребта - темна. Спосіб життя у цих видів подібний. Живуть групами з суворою ієрархією. Пересуваються ці напівмавпи стрибками за допомогою чотирьох кінцівок, при цьому мікроцебус має унікальну здатність утримуватися в горизонтальному положенні, тримаючись за гілку тільки задніми кінцівками.
Тваринки активні в нічний час, під час пересування періодично видають пронизливі звуки.
Годуються рослинною і тваринною їжею, співвідношення якої в їхньому в раціоні змінюється залежно від сезону. З лютого по березень їдять переважно плоди, ягоди, листя і квіти. У сухий же період в основному віддають перевагу тваринній їжі: деревних жаб, дрібних хамелеонів, жуків і інших комах, а також яйця птахів.
Будують гнізда на деревах з листових кульок.
Період розмноження з серпня по лютий. За цей час з'являються два виводки. Вагітність лемура Міллера триває 59-62 днів. У кожному виводку по два дитинчати (вагою 3-5 г кожен). Самка переносить дитинчат ротом, так як він ніколи не чіпляється за її шерсть, як це буває в інших приматів. У віці 7-10 місяців у молодняку настає статева зрілість.
У клітці обидва види мікроцебусів зберігають властивий їм сезонний ритм живлення. Крім того, вони люблять мед, хліб, рисову і пшоняну молочні каші, згущене молоко. У неволі живуть до 14 років.